# Аврамешти (Васлуј)
Аврамешти (рум. Avrămești) насеље је у Румунији у округу Васлуј у општини Воинешти. Oпштина се налази на надморској висини од 201 m.

## Становништво
Према подацима из 2002. године у насељу је живело 683 становника, од којих су сви румунске националности.